# Antoine de Baecque
Antoine de Baecque (Neuilly-sur-Seine, 14 de mayo de 1962 (62 años) es un historiador francés, además de crítico de cine y de teatro. También ha sido editor.

## Trayectoria

### Historiador
Antoine de Baecque fue alumno de la Escuela Normal Superior (en Fontenay-Saint-Cloud). Se especializó en cuerta historia cultural a finales del siglo XVIII. Obtuvo su agregación en historia en 1986. E hizo la tesis doctoral con el destacado historiador de la Revolución, Michel Vovelle.
Destacan sus libros, en este campo historiográfico, La Caricature révolutionnaire (1988); La Gloire et l'effroi. Sept morts sous la Terreur (1997), con la exposición de muertos de distinta índole con la Revolución, que incluye a Mirabeau, al Rey o a Voltaire; Les Éclats du rire (2000), sobre la risa en el siglo XVIII; Les Duels politiques. De Danton-Robespierre à Royal-Sarkozy (2007); Le Corps de l'Histoire: métaphores et politique, 1770-1800 (2007); o su reciente recopilación de las curiosidades revolucionarias Dictionnaire de curiosités: La France de la Révolution (2011). Ello sin olvidar su visión global de la cultura francesa que ofrecía en Crises dans la culture française (2008).
Tras enseñar en la Universidad de Versailles-Saint-Quentin-en-Yvelines, Baecque es hoy profesor de la Universidad de Paris Ouest (Nanterre-La Défense), donde enseña estudios cinematográficos.

### Sobre cine
Baecque fundó de joven la revista de cine Vertigo. A los 22 años publicó ya su primer artículo en Cahiers du cinéma con motivo de la muerte de François Truffaut; más tarde, en 1996, escribiría una excelente biografía sobre este director (que ha sido traducida al castellano), Le Dictionnaire Truffaut (2004); y La Nouvelle vague (1998), sobre la generación la que se inserta.
Asimismo, Baecque hizo una historia de los Cahiers du cinéma (en 1991), revista de la que fue jefe de redacción entre los años 1996 y 1998. Además fue jefe de redacción de las páginas culturales del diario Libération, entre 2001 y 2006. Desde 2007, colabora en el diario digital Rue89. Por otra parte, ha ejercido el oficio de editor. Dirigió las "Éditions Complexe" entre los años 2007 y 2009.
Baecque ha escrito monografías sobre Andrei Tarkovski, Manoel de Oliveira, Maurice Pialat, Jean-Luc Godard, Tim Burton, Jean Eustache y, en 2014, Éric Rohmer. Ha estudiado además las posiciones de los escritores ante el cine (Le Cinéma des écrivains, 1995); se ha detenido en las relaciones entre la Historia y ese séptimo arte tan característico del siglo XX (Histoire et cinéma, 2008).
Por añadidura, Baecque ha llevado a cabo estudios minuciosos y esclarecedores sobre la cinefilia y su significado en la cultura francesa del siglo XX: en Critique et cinéphilie (2001); y sobre todo en su denso La Cinéphilie. Invention d'un regard, histoire d'une culture, 1944-1968 (2003). En este libro defiende que la cinefilia lectora es una mirada segunda sobre el cine, arte en buena parte desaparecido ya para la gente de su generación, pues los filmes que analiza pertenece al pasado o al ocaso del cine. En todo caso, la cinefilia es un tipo de cultura que se superpone a la clásica, y que da un sesgo especial a la centuria pasada, sobre todo tras la guerra.
En 2011 Antoine de Baecque hizo el guion para el documental de Emmanuel Laurent, Deux de la vague. Lo hizo como especialista de la Nouvelle Vague y de sus dos figuras más representativas, François Truffaut y Jean-Luc Godard. Lo escribió tras encontrarse con Emmanuel Laurent, un documentalista científico, pero que había leído sus trabajos sobre Truffaut y la historia de los Cahiers du Cinéma.
En 2014 ha incluido en sus monografías un gran ensayo sobre Eric Rohmer, y ha publicado La traversée des Alpes, tras hacer un viaje en solitario por esa cadena montañosa.

## Obras
- La Caricature révolutionnaire, Presses du CNRS, 1988
- Andrei Tarkovski, Cahiers du Cinéma, 1989
- Cahiers du cinéma, Histoire d'une revue, Cahiers du cinéma, 1991
- Le Corps de l'Histoire: métaphores et politique (1770-1800), Calmann-Lévy, 1993
- Le Cinéma des écrivains, Cahiers du Cinéma, 1995
- Conversations avec Manoel de Oliveira, con Jacques Parsi, Cahiers du cinéma, 1996
- Avignon, le royaume du théâtre, col. «Découvertes Gallimard» (n.º 290), Gallimard, 1996 (reed. 2006)
- François Truffaut. Biographie, Gallimard, 1996 (y 2001), con Serge Toubiana. Traducción: François Truffaut, Madrid, Plot, 2005 ISBN 978-84-86702-70-0
- La Gloire et l'effroi. Sept morts sous la Terreur, Grasset, 1997
- De l'histoire au cinéma (dir. con Christian Delage), Complexe, 1998
- La Nouvelle vague. Portrait d'une jeunesse, Flammarion, 1998
- Marquis de Bièvre, Calembours et autres jeux sur les mots d'esprit, Payot, 2000
- Les Éclats du rire. La culture des rieurs au XVIIIe siècle, Calmann-Lévy, 2000
- Petite anthologie des Cahiers du Cinéma, con Gabrielle Lucantonio, Cahiers du Cinéma, 2001: 
  - 1. Le goût de l'Amérique
  - 2. Vive le cinéma français !
  - 3. La Nouvelle vague
  - 4. La politique des auteurs, les textes
  - 5. La politique des auteurs, les entretiens
  - 6. Critique et cinéphilie
  - 7. Théories du cinéma
  - 8. Nouveaux Cinémas, nouvelles critiques
  - 9. Sur la carte du monde
- Critique et cinéphilie, Cahiers du cinéma, 2001, antología.
- Pour ou contre la Révolution française (dirección), Bayard, 2002.
- La Cérémonie du pouvoir, Grasset, 2002.
- La Cinéphilie. Invention d'un regard, histoire d'une culture 1944-1968, Fayard, 2003 (reeditado en Pluriel, 2013).
- Una cinefilia a contracorriente: la Nouvelle Vague y el gusto por el cine americano, Paidós Ibérica, 2004 ISBN 978-84-493-1642-5, con Charles Tesson.
- Le Dictionnaire Truffaut, La Martinière, 2004, con Arnaud Guigue.
- Tim Burton, Cahiers du Cinéma, 2005.
- Jean-Claude Brisseau, L'ange exterminateur, Grasset, 2006, entrevistas.
- Les Duels politiques. De Danton-Robespierre à Royal-Sarkozy, Hachette, 2007
- Histoire du festival d’Avignon, con Emmanuelle Loye, Gallimard, 2007.
- Qu’est-ce qui fait rire les... Belges ?, Éditions du Panama, 2007, antología.
- Histoire et cinéma, Cahiers du Cinéma, 2008.
- Crises dans la culture française, Anatomie d'un échec, Bayard, 2008
- Le Dictionnaire Pialat, Léo Scheer, 2008
- Doisneau, Portraits d'artistes, Flammarion, 2008, textos
- L'Histoire-caméra, Bibliothèque illustrée des histoires, Gallimard, 2008.
- Godard. Biographie, Grasset, 2010 (Pluriel, 2011).
- Le Dictionnaire Eustache (dir.), Léo Scheer, 2011.
- Dictionnaire de curiosités: La France de la Révolution, Jules Tallandier, 2011.
- Dictionnaire de la pensée du cinéma, PUF, 2012, con Philippe Chevallier.
- Les Écrivains randonneurs, Omnibus, 2013, selección de textos y presentación.
- Éric Rohmer, biographie, Stock, 2014, con Noël Herpe.
- La traversée des Alpes, Gallimard, 2014

## Guiones
- 2010: Deux de la vague de Emmanuel Laurent.
- 2011: Casanova, Histoire de ma vie de Hopi Lebel.